# Holecz Károly
Holecz Károly (1969. február 24.  –) szlovénül és vendül: Karel Holec magyarországi szlovén újságíró és író, a Porabje című nemzetiségi hetilap egyik szerkesztője.
Holecz Orfaluban nevelkedett fel és a szomszéd faluban, Apátistvánfalván járt általános iskolába. Körmenden végezte középiskolai tanulmányait, majd Szombathelyen a Berzsenyi Dániel Tanárképző Főiskolán tanult szlovén nyelv és technika szakon.

Később a Porabje újságnál kapott állást, illetve 1994 és 2006 között, három cikluson át Orfalu község polgármestere is volt. Első elbeszéléseit a Porabje közölte, majd 2003-ban kötetben is megjelentek, Andovske zgodbe; Andovske prpovejsti (Orfalusi történetek; Orfalusi mesék) címen.